# Zeuxippos (Sikyón)
Zeuxippos (starořecky Ζεύξιππος, Zeuxippos, latinsky Zeuxippus) je v řecké mytologii syn boha Apollóna a nymfy Syllidy, nástupce sikyónskeho krále Pelasga.
Antický autor Eusebios z Kaisareie zaznamenal, že po smrti krále Pelasgově nastoupil na trůn v Sikyónu Zeuxippos, který byl posledním 26. králem Sikyónu a po vládě králů trvající 959 let se vládní moci ve státě zmocnil kněží boha Apollóna Karneios.
Starověký autor Pausanias však píše, že Zeuxippos nebyl posledním králem Sikyónu, a uvádí, že když sikyónský král Faistos odešel na Krétu, v Sikyónu převzal moc Zeuxippos, syn Apollóna a po jeho smrti se stal králem Hippolytos, vnuk krále Faista.